# Echinolampadoida
De Echinolampadoida zijn een orde van zee-egels (Echinoidea) uit de superorde Neognathostomata.

## Families
- Echinolampadidae Gray, 1851